# Władysław Anders

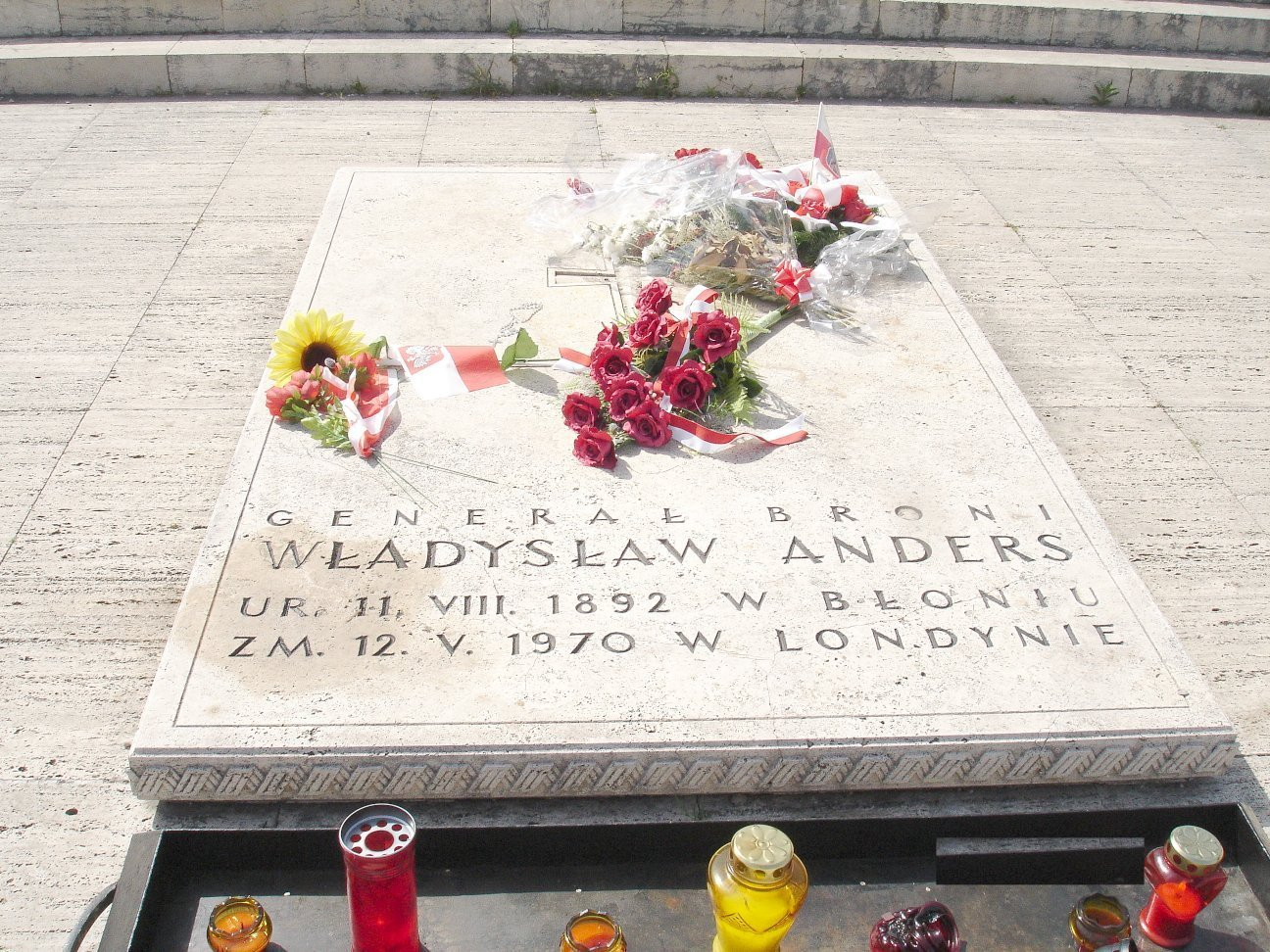
Hrob gen. Władysława Anderse v Itálii

Władysław Albert Anders (11. srpna 1892, Błonie u Krośniewic, Ruské impérium – 12. května 1970, Londýn, Spojené království) byl polský generál, hlavní velitel polských ozbrojených sil v letech 1944–1945.

## Životopis

### Mládí
Władysław Anders se narodil v rodině pozemkového poradce německého původu v osadě Błonie u Krośniewic. Studoval reálné gymnázium ve Varšavě.
Od roku 1910 sloužil v jezdectvu ruské armády. V první světové válce byl třikrát zraněn. V roce 1917 ukončil kurs akademie generálního štábu v Petrohradu. Po bolševické revoluci odešel do Polska a účastnil se polsko-sovětské války.

### Kariéra před válkou
V roce 1921 začal studovat École spéciale militaire v Paříži. Do Polska se vrátil roku 1924 a stal se velitelem domobrany Varšavy. Během Květnového převratu byl na straně prezidenta, který byl nucen odstoupit. V té době dosáhl hodnosti generálporučíka.

### Druhá světová válka
V době vypuknutí druhé světové války velel Anders brigádě kavalérie. Polská armáda v té době neměla šanci vyhrát proti Wehrmachtu. Sám Anders byl několikrát zraněn. Nakonec byl zatčen Sověty a vězněn ve Lvově a později i v Lubjance.
Po útoku Německa na SSSR dne 22. června 1941 byl Anders propuštěn s úkolem vytvořit spojeneckou polskou armádu vedle Rudé armády. Odešel na Střední Východ, poté bojoval v Itálii a účastnil se bitvy o Monte Cassino.

### Poválečné roky a smrt
Komunistické orgány roku 1946 vzaly Andersovi hodnost generála i polské státní občanství, kterému bylo navráceno až roku 1989. Odešel do Londýna, kde navázal styky s exilovou vládou.
Zemřel během oslav 26. výročí bitvy o Monte Cassino. Byl pochován na polském vojenském hřbitově (Polski Cmentarz Wojenny) v blízkosti kláštera Montecassino v Itálii. V roce 1995 mu bylo posmrtně uděleno nejvyšší polské státní vyznamenání řád Bílé orlice.